# Pseudobranchus axanthus
La sirena enana del sur (Pseudobranchus axanthus) es una especie de salamandra sin patas traseras de la familia Sirenidae. Se encuentra exclusivamente en Florida y es una de las dos especies de sirenas enanas actualmente reconocidas. Se reconocen dos subespecies: P. a. axanthus y P. a. belli.

## Descripción
Las sirenas enanas del sur son salamandras delgadas y viscosas que a menudo se confunden con anguilas. Tienen un cuerpo largo con branquias ramificadas y pequeñas patas delanteras con tres dedos. Su coloración es generalmente marrón, negra o gris, con rayas amarillas o marrones en el lomo y los costados. Los adultos alcanzan una longitud de 10 a 25 cm.
Estos animales se distinguen fácilmente del género Amphiuma por su tamaño y por la presencia de patas traseras y de las salamandras del género Siren por la presencia de tres dedos en cada pata. Distinguir entre P. axanthus y P. striatus es más difícil, ya que requiere la comparación de los patrones de ambos usando una guía de campo, conociendo su distribución específica o una prueba de cariotipo. P. axanthus tiene 32 cromosomas, mientras que P. striatus tiene 24. Un recuento de sus surcos costales puede ayudar a diferenciar P. a. axanthus y P. a. belli, ya que el primero tiene 34-37 surcos costales, mientras que el segundo tiene 29-33 (Petranka, 1998).

## Hábitat y distribución
P. axanthus se encuentra en todo el este de Florida, con P. a. axanthus localizado en los dos tercios septentrionales del área de distribución y P. a. belli en el tercio meridional. P. axanthus habita en estanques, zanjas, pantanos y ciénagas, y otros hábitats acuáticos y semiacuáticos P. axanthus se asocia frecuentemente con el jacinto de agua.
En cautiverio, se observó que los huevos se adherían individualmente por la noche a la vegetación flotante en grupos de dos a cinco por día. Las larvas eclosionan a unos 5 mm después de unas tres semanas.

## Reproducción
Se sabe poco sobre la reproducción de estas salamandras sirénidas. Se pueden encontrar huevos de P. axanthus desde noviembre hasta marzo, y normalmente están adheridos individualmente a las plantas acuáticas. Los huevos tienen un promedio de 3 mm de diámetro y tienen tres capas de sustancia gelatinosa.
En cautiverio, los huevos eran adheridos individualmente por la noche a la vegetación flotante en grupos de dos a cinco al día. Las larvas eclosionan a unos 5 mm después de unas tres semanas.

## Alimentación
Las sirenas enanas del sur comen una variedad de alimentos, incluyendo pequeños gusanos, quironómidos, anfípodos y ostrácodos. Las sirenas enanas tienen bocas sorprendentemente pequeñas, pero es probable que coman cualquier invertebrado que puedan tragar. En cautiverio, ejemplares adultos se alimentan fácilmente de Daphnia magna, Tubifex y otras especies.

## Ecología
Durante períodos de sequía, se sabe que P. axanthus estiva en madrigueras fangosas, y los adultos se han mantenido durante períodos superiores a dos meses en seco en laboratorio sin ninguna consecuencia.